# Селце (Толмин)
Селце (словен. Selce) — поселення в общині Толмин, Регіон Горишка, Словенія. Висота над рівнем моря: 385,7 м.